# Гамбриллс (Меріленд)
Гамбриллс (англ. Gambrills) — переписна місцевість (CDP) в США, в окрузі Енн-Арундел штату Меріленд. Населення — 3034 особи (2020).

## Географія
Гамбриллс розташований за координатами 39°5′34″ пн. ш. 76°39′4″ зх. д. / 39.09278° пн. ш. 76.65111° зх. д. (39.092866, -76.650988).  За даними Бюро перепису населення США в 2010 році переписна місцевість мала площу 19,69 км², уся площа — суходіл.

## Демографія
Згідно з переписом 2010 року, у переписній місцевості мешкало 2800 осіб у 972 домогосподарствах у складі 782 родин. Густота населення становила 142 особи/км².  Було 1008 помешкань (51/км²).
Расовий склад населення:
| - 82,7 % — білих - 8,6 % — чорних або афроамериканців - 5,3 % — азіатів - 0,4 % — корінних американців |

До двох чи більше рас належало 2,3 %. Частка іспаномовних становила 4,0 % від усіх жителів.
За віковим діапазоном населення розподілялося таким чином: 23,1 % — особи молодші 18 років, 64,4 % — особи у віці 18—64 років, 12,5 % — особи у віці 65 років та старші. Медіана віку мешканця становила 42,1 року. На 100 осіб жіночої статі у переписній місцевості припадало 99,0 чоловіків;  на 100 жінок у віці від 18 років та старших — 96,7 чоловіків також старших 18 років.
Середній дохід на одне домашнє господарство  становив 138 417 доларів США (медіана — 114 271), а середній дохід на одну сім'ю — 148 872 долари (медіана — 122 813). Медіана доходів становила 91 006 доларів для чоловіків та 80 451 долар для жінок. За межею бідності перебувало 1,2 % осіб, у тому числі 0,0 % дітей у віці до 18 років та 0,0 % осіб у віці 65 років та старших.
Цивільне працевлаштоване населення становило 1347 осіб. Основні галузі зайнятості: публічна адміністрація — 16,4 %, науковці, спеціалісти, менеджери — 14,7 %, освіта, охорона здоров'я та соціальна допомога — 14,3 %.